# Cernay-lès-Reims
Cernay-lès-Reims település Franciaországban, Marne megyében. Lakosainak száma 1566 fő (2022. január 1.). Cernay-lès-Reims Witry-lès-Reims, Reims, Puisieulx, Nogent-l’Abbesse, Berru és Saint-Léonard községekkel határos.

## Népesség
A település népességének változása:
| Lakosok száma | 947  | 1160 | 1152 | 1307 | 1284 | 1359 | 1426 | 1438 | 1449 | 1566 |
|               | 1968 | 1982 | 1990 | 2006 | 2013 | 2015 | 2017 | 2019 | 2020 | 2022 |